# Bishops' House

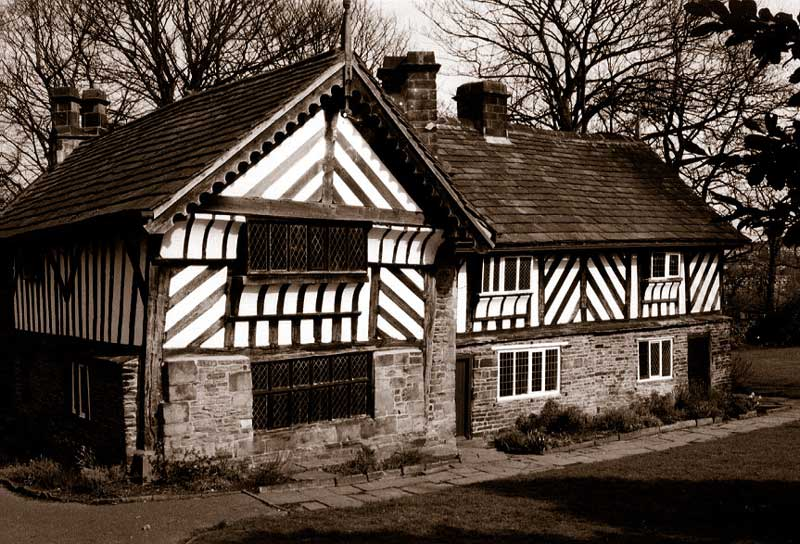
Bishops' House

Bishops' House Maison des Évêques est une maison en colombage située dans Meersbrook Park, Sheffield. La maison fut bâtie aux environs de 1500. Bishops' House est l'un des trois exemples de maisons À colombages situées dans Sheffield, Le pub Old Queen's Head et Broom Hall sont les deux autres.
L'histoire dit que la maison des évêques est appelée ainsi car elle fut construite par deux frères, John et Geoffrey Blythe, qui devinrent tous deux évêques. Il n'y a aucun indice montrant qu'ils vécurent dans la maison ; le premier résident étant William Blythe, un fermier et fabricant de faux, qui vécut là en 1627. La bâtisse est classée monument historique et était ouverte en tant que musée depuis 1976. Le musée est géré par Sheffield Galleries and Museums Trust, et contient des expositions concernant la vie aux 16e et 17e siècles avec deux pièces décorées en style Jacobain.